# Thesium chimanimaniense
Thesium chimanimaniense är en sandelträdsväxtart som beskrevs av John Patrick Micklethwait Brenan. Thesium chimanimaniense ingår i släktet spindelörter, och familjen sandelträdsväxter. Inga underarter finns listade i Catalogue of Life.